# Dimitrije Kamenović
Dimitrije Kamenović (srbskou cyrilicí Димитрије Каменовић; * 16. července 2000 Pirot) je srbský profesionální fotbalista, který hraje na postu levého obránce za český klub AC Sparta Praha, kde je na hostování z italského Lazia. Je také bývalým srbským mládežnickým reprezentantem.

## Klubová kariéra
Kamenović přestoupil 14. července 2021 z FK Čukarički, kterého je odchovancem, do italského Lazia Řím, kde podepsal pětiletou smlouvu. Biancocelesti za srbského obránce zaplatili 3 miliony eur.
Dne 30. prosince 2022 odešel Kamenović z Lazia do Sparty Praha v rámci půlročního hostování s opcí.

## Statistiky

### Klubové
K 5. lednu 2023
| Klub                 | Sezóna  | Liga         | Liga   | Liga | Pohár  | Pohár | Evropské poháry | Evropské poháry | Celkem | Celkem |
| Klub                 | Sezóna  | Liga         | Zápasy | Góly | Zápasy | Góly  | Zápasy          | Góly            | Zápasy | Góly   |
| -------------------- | ------- | ------------ | ------ | ---- | ------ | ----- | --------------- | --------------- | ------ | ------ |
| FK Čukarički         | 2018/19 | SuperLiga    | 3      | 0    | 0      | 0     | —               | —               | 3      | 0      |
| FK Čukarički         | 2019/20 | SuperLiga    | 17     | 0    | 4      | 0     | 1               | 0               | 22     | 0      |
| FK Čukarički         | 2020/21 | SuperLiga    | 30     | 2    | 2      | 0     | —               | —               | 32     | 2      |
| FK Čukarički         | Celkem  | Celkem       | 50     | 2    | 6      | 0     | 1               | 0               | 57     | 2      |
| Lazio                | 2021/22 | Serie A      | 1      | 0    | 0      | 0     | 0               | 0               | 1      | 0      |
| Lazio                | 2022/23 | Serie A      | 0      | 0    | 0      | 0     | 0               | 0               | 0      | 0      |
| Lazio                | Celkem  | Celkem       | 1      | 0    | 0      | 0     | 0               | 0               | 1      | 0      |
| Sparta Praha (host.) | 2022/23 | Fortuna:Liga | 0      | 0    | 0      | 0     | 0               | 0               | 0      | 0      |
| Celkem               | Celkem  | Celkem       | 51     | 2    | 6      | 0     | 1               | 0               | 58     | 2      |